# Nezikín
Nezikín (en hebreu: סדר נזיקין) és el quart ordre (séder) de la Mixnà (també de la Tosefta i el Talmud). L'ordre s'ocupa en gran manera del dret penal i el dret civil jueu, i del sistema judicial jueu. El séder Nezikín conté deu tractats (masechet):
- Bava Kama (en hebreu: בבא בבא) aquest tractat s'ocupa dels afers civils, principalment dels danys i perjudicis i les indemnitzacions. El tractat té 10 capítols.[2]

- Bava Metzià (en hebreu: בבא בבא) s'ocupa dels afers civils, principalment dels greuges, i del dret de propietat. Té 10 capítols.[2]

- Bava Batra (en hebreu: בבא בתרא) s'ocupa dels afers civils, principalment de la propietat de la terra. Té 10 capítols.[2]

- Sanedrí (en hebreu: סנהדרין) tracta sobre les regles dels procediments judicials que tenien lloc al Sanedrí, de la pena de mort i d'altres afers penals. Té 11 capítols.[2]

- Makot (en hebreu: מכות) tracta sobre els testimonis, les ciutats de refugi, els càstigs i les fuetades. Té 3 capítols.[2]

- Xevuot (en hebreu: שבועות) el tractat s'ocupa dels diversos tipus de juraments i de les seves conseqüències legals. Té 8 capítols.[2]

- Eduyot (en hebreu: עדויות) el tractat presenta els estudis dels casos de disputes legals en els temps de la Mixnà, i dels diversos testimonis que il·lustren als diversos savis i als principis de la Halacà, la Llei jueva. Té 8 capítols.[2]

- Avodah Zarah (en hebreu: עבודה זרה) el tractat parla de les lleis sobre la interacció entre els jueus i els gentils (goyim) i els idòlatres, des d'una perspectiva jueva. Té 5 capítols.[2]

- Pirkei Avot (en hebreu: אבות) és una col·lecció de les màximes ètiques favorites dels savis jueus. Té 6 capítols.[2]

- Horayot: (en hebreu: הוריות) el tractat parla sobre l'ofrena comunal pel pecat, portada pel Sanedrí. Té 3 capítols.[2]

Originalment, els primers tres tractats de l'ordre estaven en un sol volum. Atès que aquest séder és el principal dipositari del dret civil, s'anomenava simplement Séder Nezikín ("Ordre dels Danys"). El raonament tradicional per a l'ordre dels tractats que componen l'ordre de Nezikín és el següent: L'ordre comença amb la llei civil en els primers 3 tractats, perquè aquesta és considerada com la pedra angular de la justícia dins d'un Estat jueu. El tractat Sanedrí segueix a continuació, ja que aquest tractat parla sobre el dret penal. Després ve el tractat de Makot, ja que aquest és una continuació del tema del tractat Sanedrí, en termes de procediment penal. Després, ve el tractat Xevuot, el qual continua amb el tema general tractat a Makot relatiu al fals testimoni.
Després d'esbossar els punts principals del dret civil i el dret penal jueu, el tractat d'Eduyot, segueix per encaixar tot això en un marc legal basat en la Halacà. Després de tractar el tema dels danys a la societat, la següent etapa és la del tractat Avodah Zarah, per posar en relleu el que es considera un comportament que perjudica a l'Univers. El tractat Pirkei Avot, probablement està ubicat després, per contrarestar la negatividad de les lleis d'Avodah Zarah, i per relacionar les màximes dels savis, un aspecte essencial de l'ensenyament rabínic, l'objectiu del qual era fer front a la idolatria.
Finalment, el tractat d'Horayot porta la discussió des de les altures fins a un indret humil, ressaltant el concepte que fins i tot els savis poden errar. Hi ha una Guemarà al Talmud de Babilònia, i al Talmud de Jerusalem, de cadascun dels tractats, excepte d'Eduyot i Pirkei Avot. Això es deu probablement al fet que aquests dos tractats no s'ocupen de les lleis individuals i, per tant, no es presten a una anàlisi de la Guemarà.